# Pedioscopus tutuilanus
Pedioscopus tutuilanus är en insektsart. Pedioscopus tutuilanus ingår i släktet Pedioscopus och familjen dvärgstritar. Utöver nominatformen finns också underarten P. t. curtulus.